# Dế Weta khổng lồ
Dế Weta khổng lồ, tên khoa học Deinacrida, là tên gọi thông dụng chỉ chung cho nhiều loài Dế Weta trong Họ Dế vua là những loài bản địa của New Zealand. Dế Weta lớn là loài sinh vật đặc hữu của New Zealand

## Đặc điểm
Có kích thước khổng lồ và nặng trung bình tới 70 gram là một trong những loài côn trùng nặng nhất thế giới, hơn cả một con chim sẻ. Nếu không tính chân và râu, loài này dài khoảng 10 cm. Chúng rất yêu thích cà rốt. Tuy được gọi là dế nhưng chính vì kích thước khổng lồ và cân nặng vượt trội, dế Weta không thể bay được. 

## Các loài
- Deinacrida carinata, Herekopare weta
- Deinacrida connectens, Scree weta
- Deinacrida elegans, Bluff weta
- Deinacrida fallai, Poor Knights giant weta
- Deinacrida heteracantha, Little Barrier Island giant weta
- Deinacrida mahoenui, Mahoenui giant weta
- Deinacrida parva, Kaikoura giant weta
- Deinacrida pluvialis, Mt Cook giant weta
- Deinacrida rugosa, Cook Strait giant weta
- Deinacrida talpa, Giant mole weta
- Deinacrida tibiospina, Mt Arthur giant weta

## Tình trạng
Dế Weta khổng lồ được coi là đã tuyệt chủng trên đất liền New Zealand vào những năm 1960 do chuột rất yêu thích món ăn này. Dế Weta khổng lồ được các nhóm bảo tồn nuôi để gia tăng số lượng các loài này. Do đó, nhiều bé dế đã được sinh ra tại Vườn thú Auckland năm 2013. Đến tháng 5/2014, Vườn thú đã đưa 150 con dế Weta khổng lồ trở về thiên nhiên hoang dã trên đảo Tiritiri Tiritiri Matangi.